# Fusinus
Fusinus is een geslacht van weekdieren uit de klasse van de Gastropoda (slakken).

## Soorten
- Fusinus aepynotus (Dall, 1889)
- Fusinus africanae (Barnard, 1959)
- Fusinus agadirensis Hadorn & Rolán, 1999
- Fusinus agatha (Simone & Abbate, 2005)
- Fusinus akitai Kuroda & Habe, 1961
- Fusinus albacarinoides Hadorn, Afonso & Rolán, 2009
- Fusinus albinus (Adams, 1856)
- Fusinus alcimus (Dall, 1889)
- Fusinus alcyoneum Hadorn & Fraussen, 2006
- Fusinus allyni McLean, 1970
- Fusinus alternatus Buzzurro & Russo, 2007
- Fusinus amadeus Callomon & Snyder, 2008
- Fusinus amphiurgus (Dall, 1889)
- Fusinus angeli Russo & Angelidis, 2016
- Fusinus annae Snyder, 1986
- Fusinus ansatus (Gmelin, 1791)
- Fusinus arabicus (Melvill, 1898)
- Fusinus articulatus (G. B. Sowerby II, 1880)
- Fusinus assimilis (Adams, 1856)
- Fusinus aurinodatus Stahlschmidt & Lyons, 2009
- Fusinus australis (Quoy & Gaimard, 1833)
- Fusinus barclayi (G. B. Sowerby III, 1894)
- Fusinus beckii (Reeve, 1848)
- Fusinus benjamini Hadorn, 1997
- Fusinus bensoni R. S. Allan, 1926 †
- Fusinus benthalis (Dall, 1889)
- Fusinus bifrons (Sturany, 1900)
- Fusinus bishopi Petuch & Berschauer, 2017
- Fusinus blakensis Hadorn & Rogers, 2000
- Fusinus bocagei (P. Fischer, 1882)
- Fusinus boettgeri (Maltzan, 1884)
- Fusinus bonaespei (Barnard, 1959)
- Fusinus boucheti Hadorn & Ryall, 1999
- Fusinus bountyi Rehder & Wilson, 1975
- Fusinus brasiliensis (Grabau, 1904)
- Fusinus brianoi Bozzetti, 2006
- Fusinus buzzurroi Prkic & Russo, 2008
- Fusinus caparti Adam & Knudsen, 1955
- Fusinus carvalhoriosi Macsotay & Campos, 2001
- Fusinus chocolatus (Okutani, 1983)
- Fusinus chuni (Martens, 1904)
- Fusinus clarae Russo & Renda in Russo, 2013
- Fusinus clavilithoides Landau, Harzhauser, Büyükmeriç & Breitenberger, 2016 †
- Fusinus colombiensis M. A. Snyder & N. C. Snyder, 1999
- Fusinus coltrorum Hadorn & Rogers, 2000
- Fusinus colus (Linnaeus, 1758)
- Fusinus consetti (Iredale, 1929)
- Fusinus corallinus Russo & Germanà, 2014
- Fusinus couei (Petit de la Saussaye, 1853)
- Fusinus crassiplicatus Kira, 1959
- Fusinus cratis Kilburn, 1973
- Fusinus cretellai Buzzurro & Russo, 2008
- Fusinus damasoi Petuch & Berschauer, 2016
- Fusinus dampieri Finlay, 1930
- Fusinus diandraensis Goodwin & Kosuge, 2008
- Fusinus dilectus (A. Adams, 1856)
- Fusinus dimassai Buzzurro & Russo, 2007
- Fusinus diminutus Dall, 1915
- Fusinus dimitrii Buzzurro & Ovalis in Buzzurro & Russo, 2007
- Fusinus dovpeledi Snyder, 2002
- Fusinus dowianus Olsson, 1954
- Fusinus dupetitthouarsi (Kiener, 1840)
- Fusinus edjanssi Callomon & Snyder, 2017
- Fusinus emmae Callomon & Snyder, 2010
- Fusinus euekes Callomon & Snyder, 2017
- Fusinus eviae Buzzurro & Russo, 2007
- Fusinus excavatus (Sowerby II, 1880)
- Fusinus ferrugineus (Kuroda & Habe, 1960)
- Fusinus filosus (Schubert & J. A. Wagner, 1829)
- Fusinus flammulatus Lussi & Stahlschmidt, 2007
- Fusinus flavicomus Hadorn & Fraussen, 2006
- Fusinus forceps (Perry, 1811)
- Fusinus frailensis Macsotay & Campos, 2001
- Fusinus frenguellii (Carcelles, 1953)
- Fusinus gallagheri Smythe & Chatfield, 1981
- Fusinus gemmuliferus Kira, 1959
- Fusinus genticus (Iredale, 1936)
- Fusinus gracillimus (A. Adams & Reeve, 1848)
- Fusinus guidonis Delsaerdt, 1995
- Fusinus halistreptus (Dall, 1889)
- Fusinus hartvigii (Shuttleworth, 1856)
- Fusinus harveyi Hadorn & Roger, 2000
- Fusinus hayesi Snyder, 1996
- Fusinus helenae Bartsch, 1939
- Fusinus hernandezi Hadorn & Rolán, 2009
- Fusinus humboldti Poorman, 1981
- Fusinus indicus (Anton, 1838)
- Fusinus inglorius Hadorn & Fraussen, 2006
- Fusinus irregularis (Grabau, 1904)
- Fusinus jasminae Hadorn, 1996
- Fusinus josei Hadorn & Rogers, 2000
- Fusinus juliabrownae Callomon, Snyder & Noseworthy, 2009
- Fusinus kilburni Hadorn, 1999
- Fusinus labronicus (Monterosato, 1884)
- Fusinus laetus (G. B. Sowerby II, 1880)
- Fusinus laticlavius Callomon & Snyder, 2017
- Fusinus laticostatus (Deshayes, 1830)
- Fusinus laviniae Snyder & Hadorn, 2006
- Fusinus leptorhynchus (Tapparone Canefri, 1875)
- Fusinus lightbourni Snyder, 1984
- Fusinus longissimus (Gmelin, 1791)
- Fusinus magnapex Poorman, 1981
- Fusinus malhaensis Hadorn, Fraussen & Bondarev, 2001
- Fusinus marcusi Hadorn & Rogers, 2000
- Fusinus margaritae Buzzurro & Russo, 2007
- Fusinus mariaodetae Petuch & Berschauer, 2016
- Fusinus marisinicus Callomon & Snyder, 2009
- Fusinus maroccensis (Gmelin, 1791)
- Fusinus martinezi Macsotay & Campos, 2001
- Fusinus mauiensis Callomon & Snyder, 2006
- Fusinus meteoris Gofas, 2000
- Fusinus meyeri (Dunker, 1869)
- Fusinus michaelrogersi Goodwin, 2001
- Fusinus midwayensis Kosuge, 1979
- Fusinus multicarinatus (Lamarck, 1822)
- Fusinus nicki Snyder, 2002
- Fusinus nigrirostratus (E. A. Smith, 1879)
- Fusinus nobilis (Reeve, 1847)
- Fusinus nodosoplicatus (Dunker, 1867)
- Fusinus novaehollandiae (Reeve, 1848)
- Fusinus oblitus (Reeve, 1847)
- Fusinus ocelliferus (Lamarck, 1816)
- Fusinus palmarium Hadorn & Fraussen, 2006
- Fusinus parvulus (Monterosato, 1884)
- Fusinus patriciae Russo & Olivieri in Russo, 2013
- Fusinus pauciliratus (Shuto, 1962)
- Fusinus paulus Poorman, 1981
- Fusinus penioniformis Habe, 1970
- Fusinus perplexus (A. Adams, 1864)
- Fusinus polygonoides (Lamarck, 1822)
- Fusinus profetai Nofroni, 1982
- Fusinus pulchellus (Philippi, 1840)
- Fusinus pyrulatus (Reeve, 1847)
- Fusinus raouli Lozouet, 2015 †
- Fusinus retiarius (Martens, 1901)
- Fusinus rogersi Hadorn, 1999
- Fusinus rolani Buzzurro & Ovalis, 2005
- Fusinus rostratus (Olivi, 1792)
- Fusinus rudis (Philippi, 1844) †
- Fusinus rushii (Dall, 1889)
- Fusinus rusticulus (Monterosato, 1880)
- Fusinus rutilus Nicolay & Berthelot, 1996
- Fusinus salisburyi Fulton, 1930
- Fusinus saundersi Hadorn & Rolán, 2009
- Fusinus schrammi (Crosse, 1865)
- Fusinus sectus (Locard, 1897)
- Fusinus seriatus Callomon & Snyder, 2017
- Fusinus serotinus (Hinds, 1843)
- Fusinus severnsi Goodwin & Kosuge, 2008
- Fusinus similis (Baird, 1873)
- Fusinus somaliensis Smythe & Chatfield, 1984
- Fusinus sonorae Poorman, 1981
- Fusinus spectrum (A. Adams & Reeve, 1848)
- Fusinus stannum Callomon & Snyder, 2008
- Fusinus stanyi Swinnen & Fraussen, 2006
- Fusinus stegeri Lyons, 1978
- Fusinus strigatus (Philippi, 1850)
- Fusinus suturalis Nordsieck, 1972
- Fusinus tangituensis (Marwick, 1926) †
- Fusinus tenerifensis Hadorn & Rolán, 1999
- Fusinus teretron Callomon & Snyder, 2008
- Fusinus tessellatus (G. B. Sowerby II, 1880)
- Fusinus thermariensis Hadorn & Fraussen, 2006
- Fusinus thielei (Schepman, 1911)
- Fusinus thompsoni Hadorn & Rogers, 2000
- Fusinus timessus (Dall, 1889)
- Fusinus townsendi (Melvill, 1899)
- Fusinus transkeiensis Hadorn, 2000
- Fusinus tuberculatus (Lamarck, 1822)
- Fusinus tuberosus (Reeve, 1847)
- Fusinus turris (Valenciennes, 1832)
- Fusinus undatus (Gmelin, 1791)
- Fusinus undulatus (Gmelin, 1791)
- Fusinus ventimigliae Russo & Renda in Russo, 2013
- Fusinus verbinneni Snyder, 2006
- Fusinus vercoi Snyder, 2004
- Fusinus verrucosus (Gmelin, 1791)
- Fusinus virginiae Hadorn & Fraussen, 2002
- Fusinus vitreus Dall, 1927
- Fusinus waihaoicus Laws, 1935 †
- Fusinus wallacei Hadorn & Fraussen, 2006
- Fusinus wellsi Snyder, 2004
- Fusinus williami Poppe & Tagaro, 2006
- Fusinus zacae Strong & Hertlein, 1937
- Fusinus zebrinus (Odhner, 1923)